# Associazione Calcio Lecco 1934-1935
Questa pagina raccoglie le informazioni riguardanti l'Associazione Calcio Lecco nelle competizioni ufficiali della stagione 1934-1935.

## Stagione
Nella stagione 1934-1935 il Lecco ha disputato il girone B della Prima Divisione e con 39 punti in classifica ha vinto il campionato a pari punti con le Acciaierie Falck di Sesto San Giovanni. Si è reso perciò necessario uno spareggio terminato 3-0 per i sestesi.

## Rosa
| N. |                   | Ruolo | Calciatore            |
| -- | ----------------- | ----- | --------------------- |
|    | Italia (bandiera) | P     | Alessandro Mamoli     |
|    | Italia (bandiera) | P     | Enrico Pedotti        |
|    | Italia (bandiera) | D     | Gualtiero Albertini   |
|    | Italia (bandiera) | D     | Gino Ballerini        |
|    | Italia (bandiera) | D     | Angelo Belloni        |
|    | Italia (bandiera) | D     | Giulio Caldirola      |
|    | Italia (bandiera) | D     | Giovanni Saverio (IV) |
|    | Italia (bandiera) | C     | Felice Casiraghi      |
|    | Italia (bandiera) | C     | Sergio Citterio       |

| N. |                   | Ruolo | Calciatore        |
| -- | ----------------- | ----- | ----------------- |
|    | Italia (bandiera) | C     | Lino Giustacchini |
|    | Italia (bandiera) | C     | Giuseppe Rusconi  |
|    | Italia (bandiera) | C     | Renzo Tonani      |
|    | Italia (bandiera) | C     | Giorgio Verità    |
|    | Italia (bandiera) | A     | Romano Buschi     |
|    | Italia (bandiera) | A     | Carlo Fabris      |
|    | Italia (bandiera) | A     | Angelo Minoia     |
|    | Italia (bandiera) | A     | Felice Tedeschi   |
|    | Italia (bandiera) | A     | Mauro Tedeschi    |